# Dino Zandegù
Dino Zandegù (Rubano, 31 maggio 1940) è un ex ciclista su strada, pistard e dirigente sportivo italiano.
Da dilettante vinse il titolo mondiale nella cronometro a squadre nel 1962 e la medaglia d'argento nel 1963. Professionista dal 1963 al 1972, vinse un Giro delle Fiandre, sei tappe al Giro d'Italia e la prima edizione della Tirreno-Adriatico.

## Carriera
Era un passista veloce.
Da dilettante si mise in luce nella cronometro a squadre dei campionati del mondo su strada, vincendo la medaglia d'oro nel 1962 a Salò, in quartetto con Mario Maino, Danilo Grassi e Antonio Tagliani, e la medaglia d'argento nel 1963 a Renaix; si aggiudicò inoltre il campionato italiano di inseguimento a squadre (con Mario Maino, Danilo Grassi e Pasquale Fabbri) e la medaglia d'oro ai IV Giochi del Mediterraneo nella cronometro a squadre di 100 chilometri (sempre con Maino, Grassi e Fabbri) nel 1963.

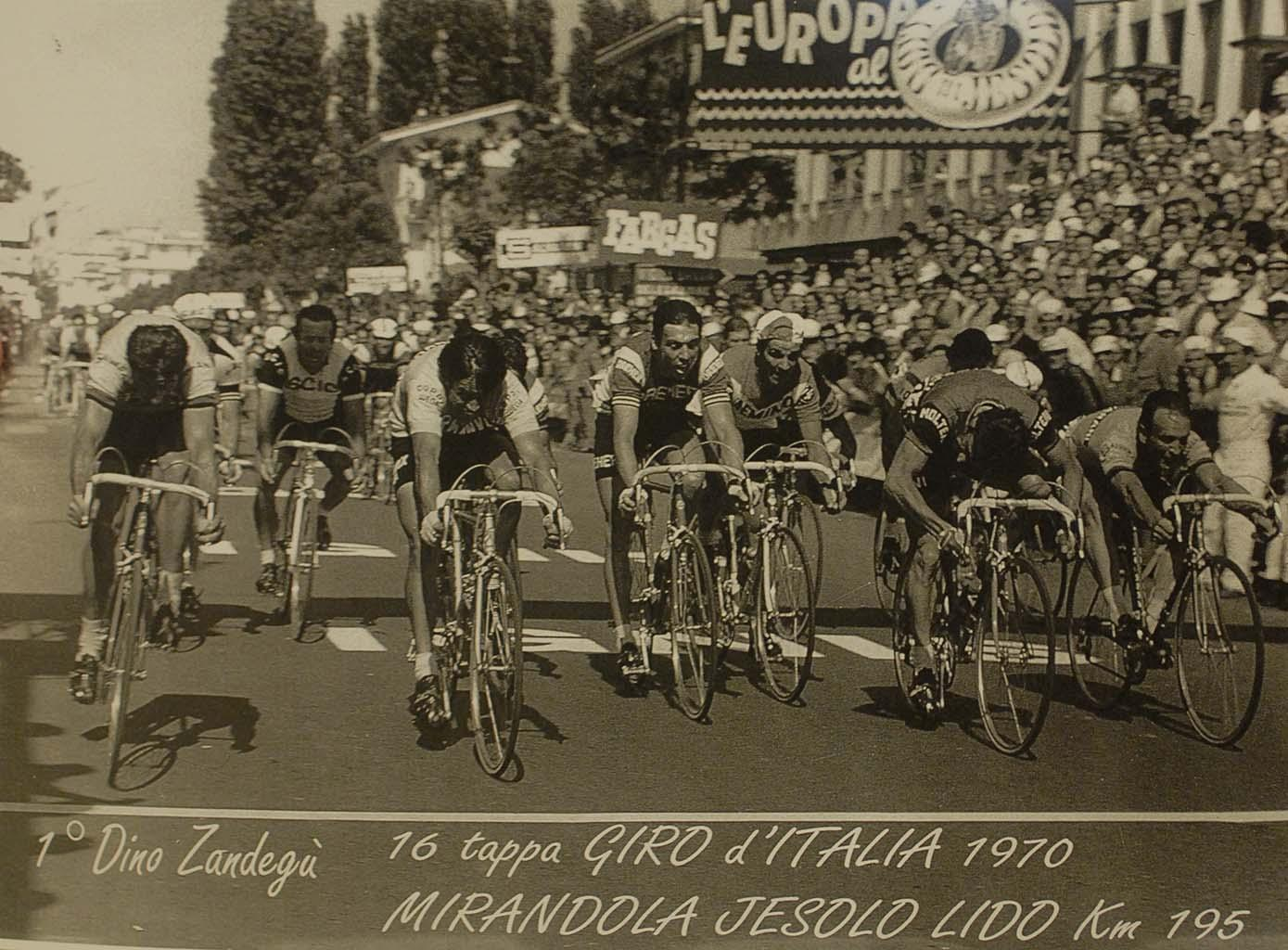
Dino Zandegù vincitore della 16ª tappa del Giro d'Italia 1970 da Mirandola al Lido di Jesolo

Passò professionista nell'ottobre del 1963. Tra le sue maggiori vittorie si ricordano la Tirreno-Adriatico nel 1966, il Giro delle Fiandre nel 1967 e sei tappe al Giro d'Italia. Alla corsa rosa conquistò anche la classifica a punti nel 1967. L'undicesimo posto, sempre nel 1967, fu il suo miglior piazzamento in classifica generale al Giro.
Divenne celebre anche per il suo comportamento scanzonato ed estroverso, nelle corse e fuori, e da neoprò fu spesso ospite al Processo alla tappa di Sergio Zavoli. Lasciò l'attività nel 1972 per intraprendere l'attività di direttore sportivo. Fino al 1978 fu nello staff tecnico della G.B.C., l'ultima squadra con cui aveva corso; diresse poi la Mecap nel biennio 1978-1979, la Hoonved-Bottecchia, evolutasi in ZG Mobili-Selle Italia attraverso diversi cambi di sponsor, dal 1980 al 1992 e la Brescialat-Liquigas dal 1995 al 1999.

## Dopo il ritiro
È stato ospite ricorrente della trasmissione Quelli che il calcio nelle stagioni 2017-18 e 2018-19, in veste di inviato in collegamento da un pub sportivo accanto a Federico Russo.

## Palmarès
- 1961 (dilettanti)

Astico-Brenta
Trofeo Gino Visentini
- 1963 (dilettanti)

Gran Premio Ezio Del Rosso
- 1965 (Bianchi, una vittoria)

Giro di Romagna
- 1966 (Bianchi, cinque vittorie)

5ª tappa Giro di Sardegna (Cagliari > Nuoro)
2ª tappa Tirreno-Adriatico (Foligno > San Benedetto del Tronto)
Classifica generale Tirreno-Adriatico
10ª tappa Giro d'Italia (Campobasso > Giulianova)
12ª tappa Giro d'Italia (Cesenatico > Reggio Emilia)
- 1967 (Salvarani, sette vittorie)

Coppa Città di Busto Arsizio
5ª tappa Tirreno-Adriatico (San Benedetto del Tronto > San Benedetto del Tronto)
Giro delle Fiandre
Giro di Campania
4ª tappa Giro d'Italia (Firenze > Chianciano Terme)
18ª tappa Giro d'Italia (Vicenza > Udine)
Trofeo Matteotti
- 1968 (Salvarani, cinque vittorie)

2ª tappa Giro di Sardegna (Porto Torres > Alghero)
4ª tappa Giro di Sardegna (Oristano > Cagliari)
5ª tappa, 1ª semitappa Giro di Sardegna (Quartu Sant'Elena > Arbatax)
Trofeo Masferrer
4ª tappa Volta Ciclista a Catalunya (València d'Àneu > Tremp)
- 1969 (Salvarani, otto vittorie)

5ª tappa, 1ª semitappa Giro di Sardegna (Olbia > Sassari)
1ª tappa Parigi-Nizza (Saint-Étienne > Bollène)
1ª tappa Setmana Catalana (Barcellona > Reus, valido come Trofeo Doctor Assalit)
2ª tappa Setmana Catalana (Barcellona > Igualada, valido come Trofeo Juan Fina)
4ª tappa Setmana Catalana (La Seu d'Urgell > Gerona, valido come Trofeo Jaumendreu)
Giro di Romagna
Trofeo Masferrer
2ª tappa Volta Ciclista a Catalunya (Arbúcies > Mollet)
- 1970 (Salvarani, tre vittorie)

4ª tappa, 1ª semitappa Giro di Romandia (Estavayer-le-Lac > Losanna)
16ª tappa Giro d'Italia (Mirandola > Lido di Jesolo)
8ª tappa Giro di Svizzera (Berna > Sarmenstorf)
- 1971 (Salvarani, tre vittorie)

16ª tappa Giro d'Italia (Lubiana > Tarvisio)
3ª tappa Tour de la Nouvelle-France (Québec > Trois-Rivières)
5ª tappa Tour de la Nouvelle-France (Joliette > Montréal)
- 1972 (G.B.C., due vittorie)

4ª tappa Tour de la Nouvelle-France (Québec > Québec)
5ª tappa Tour de la Nouvelle-France (Trois-Rivières > Saint-Léonard)

### Altri successi
- 1962 (dilettanti)

Campionati del mondo, cronosquadre
- 1964 (Cynar)

Circuito di Foligno (Criterium)
- 1967 (Salvarani)

Classifica a punti Giro d'Italia
Circuito di Suzzara (Criterium)
- 1968 (Salvarani)

Circuito di Cotignola (Criterium)
- 1969  (Salvarani)

Circuito di Cotignola (Criterium)
- 1970  (Salvarani)

Circuito di Chignolo Po (Criterium)
- 1971  (Salvarani)

Modigliana (Circuito)

## Piazzamenti

### Grandi Giri
- Giro d'Italia

1964: 73º
1965: 29º
1966: 11º
1967: 18º
1969: 27º
1970: 60º
1971: 52º
1972: fuori tempo (4ª tappa)
- Tour de France

1969: 36º
- Vuelta a España

1968: ritirato
1972: ritirato (10ª tappa)

### Classiche monumento
- Milano-Sanremo

1964: 102º
1966: 36º
1967: 6º
1968: 27º
1969: 4º
1972: 70º
- Giro delle Fiandre

1967: vincitore
1968: 18º
1969: ritirato
- Parigi-Roubaix

1967: ritirato
1968: ritirato
- Giro di Lombardia

1972: ritirato

### Competizioni mondiali
- Campionati del mondo

Heerlen 1967 - In linea: 35º
Zolder 1969 - In linea: 33º
Leicester 1970 - In linea: ritirato